# Sybilla krahmeri
Sybilla krahmeri là một loài bọ cánh cứng trong họ Cerambycidae.